# Albert Sechehaye
Albert Sechehaye  (Ginebra, 4 de julio de 1870 – ibíd., 2 de julio de 1946) fue un lingüista suizo, discípulo de Saussure, hizo una serie de apuntes tomados por él y su compañero Charles Bally, en tres cursos que el lingüista suizo impartió en la Facultad de Letras de Ginebra entre 1907 y 1911. 
Estudió en la Universidad de Ginebra, con su profesor desde 1891 Ferdinand de Saussure, Sechahaye fue un interno en Gotinga de 1893 a 1902.

## Literatura
- Anne-Marguerite Frýba-Reber: Sechehaye et la syntaxe imaginative. Ginebra 1994.
- Anne-Marguerite Frýba-Reber: Charles-Albert Sechehaye, un linguiste engagé. In: Cahiers Ferdinand de Saussure, 49, 1995/96, p. 123–137.

- Datos: Q13234